# 章甫 (嘉靖進士)
章甫（1484年—？），字夢甫，武驤左衛軍籍，直隸常州府武進縣人，明朝政治人物。

## 生平
順天府鄉試第十一名舉人。嘉靖十四年（1535年）中式乙未科會試第八十名，登第三甲第三名進士。

## 家族
曾祖章玉；祖父章鑑；父章明，母金氏。永感下。弟章瓒。